# Hevelius (cráter)

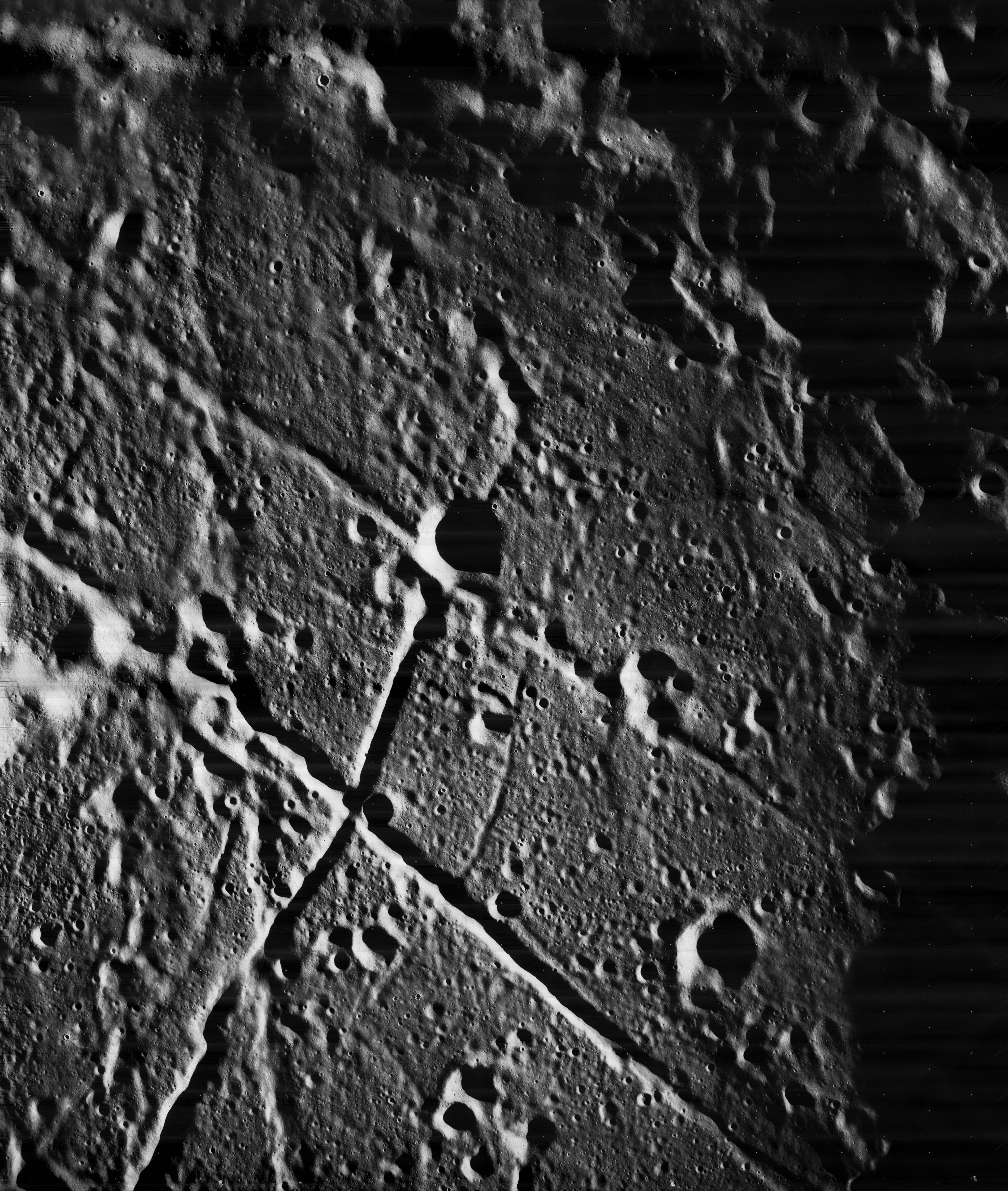
Vista cercana de la Rimae Hevelius con un ángulo del sol bajo, en la parte noreste del fondo del cráter (misión Lunar Orbiter 3)

Hevelius es un cráter de impacto lunar con un brocal de escasa altura, situado en el extremo occidental del Oceanus Procellarum. Debe su nombre al astrónomo Johannes Hevelius. El cráter más pequeño, aunque muy visible, Cavalerius está unido al borde norte por crestas bajas. Al sur de Hevelius aparecen los cráteres Lohrmann y Grimaldi, este último de color más oscuro.
|  |  |

Solo el borde bajo y erosionado de Hevelius se eleva por encima de la superficie del mar lunar circundante. La pared occidental está recubierta por varios pequeños impactos. El suelo plano del cráter ha sido inundado por la lava, siendo atravesado por un sistema de pequeñas hendiduras denominado Rimae Hevelius. Posee un pico central de un kilómetro de altura, desplazado al noroeste del punto medio del cráter. La parte noreste del interior es más irregular y contiene una cresta recta con rumbo sudeste, con un pequeño cráter situado en el noroeste de la plataforma interior del cráter, cerca de la pared interna.
Hevelius es a veces citado como Hevel, el nombre del astrónomo en alemán (Hevelius es una forma latinizada).

## Cráteres satélite

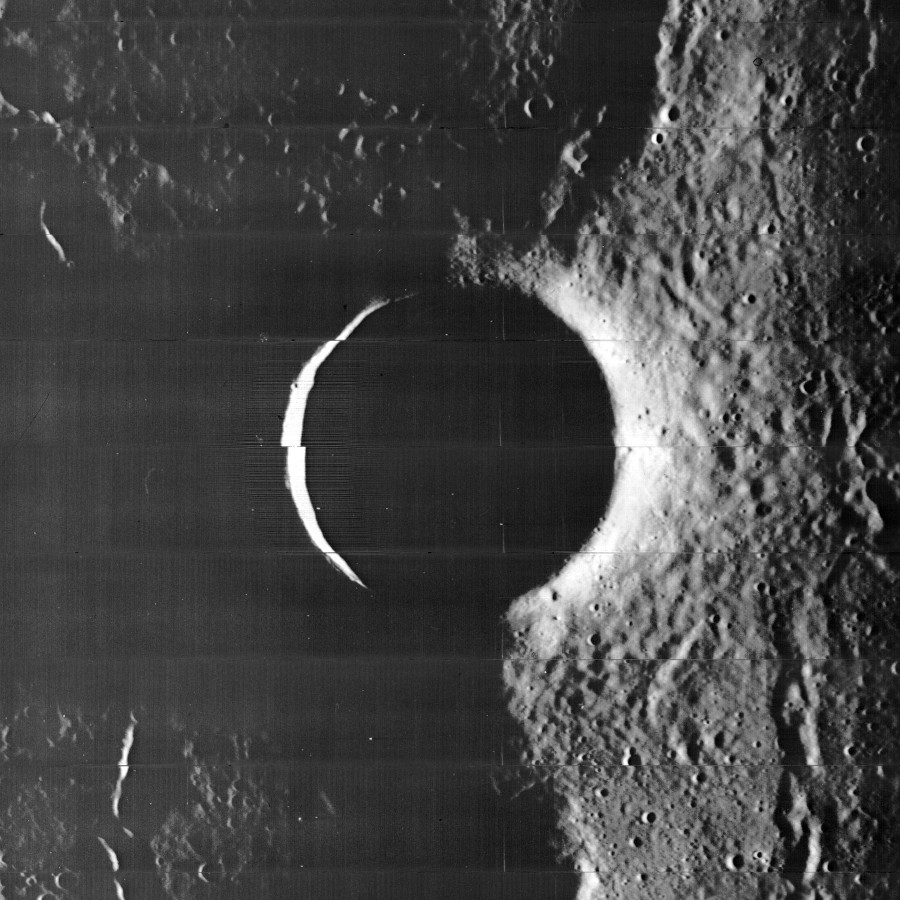
Hevelius D (imagen de la misión Lunar Orbiter 1)

Por convención estos elementos se identifican en los mapas lunares colocando la letra en el lado del punto medio del cráter que está más cercano a Hevelius.
|          | \| Hevelius \| Coordenadas \| Diámetro \| \| -------- \| --------------------------- \| -------- \| \| A \| 2°54′N 68°06′O / 2.9, -68.1 \| 14 km \| \| B \| 1°24′N 68°48′O / 1.4, -68.8 \| 14 km \| \| D \| 3°06′N 60°48′O / 3.1, -60.8 \| 8 km \| \| E \| 2°54′N 65°42′O / 2.9, -65.7 \| 9 km \| \| J \| 0°42′N 69°42′O / 0.7, -69.7 \| 14 km \| \| K \| 1°30′N 70°00′O / 1.5, -70.0 \| 6 km \| \| L \| 2°00′N 70°18′O / 2.0, -70.3 \| 7 km \| |          |
| Hevelius | Coordenadas | Diámetro |
| A        | 2°54′N 68°06′O / 2.9, -68.1 | 14 km    |
| B        | 1°24′N 68°48′O / 1.4, -68.8 | 14 km    |
| D        | 3°06′N 60°48′O / 3.1, -60.8 | 8 km     |
| E        | 2°54′N 65°42′O / 2.9, -65.7 | 9 km     |
| J        | 0°42′N 69°42′O / 0.7, -69.7 | 14 km    |
| K        | 1°30′N 70°00′O / 1.5, -70.0 | 6 km     |
| L        | 2°00′N 70°18′O / 2.0, -70.3 | 7 km     |